# Phản chiêu hồn
Phản chiêu hồn (chữ Hán: 反招魂) là bài thơ chữ Hán thể cổ thi của Nguyễn Du trong tập Bắc hành tạp lục, sáng tác trong thời kỳ đi sứ sang Trung Quốc.

## Hoàn cảnh sáng tác
Tương truyền Khuất Nguyên (khoảng 340 - 278 trước công nguyên) làm quan đại phu nước Sở bị Thượng Quan Ngân Thượng gièm pha khiến cho Sở Hoài Vương ruồng bỏ, phải lưu đày xuống Giang Nam. Uất ức, tủi nhục, Khuất Nguyên làm bài phú Ly Tao rồi gieo mình xuống sông Mịch La tự vẫn. Tống Ngọc là nhà thơ cùng thời với Khuất Nguyên đã làm bài Chiêu hồn để gọi hồn Khuất Nguyên về dương gian. Nguyễn Du chống lại quan điểm đó, nên đã làm bài Phản chiêu hồn (Chống lại bài chiêu hồn). Ông cho rằng: nếu hồn Khuất Nguyên có về dương gian thì cũng chẳng có gì tốt đẹp, bởi vì:
Hậu thế nhân nhân giai Thượng Quan
Đại địa xứ xứ giai Mịch La

(Người đời sau ai cũng là Thượng Quan
Trên khắp mặt đất, đâu cũng có sông Mịch La!)

Bằng nhãn quan thấu hiểu những xấu xa, nhơ bẩn trên cõi đời này, Nguyễn Du đã nhận ra rằng: trên thế gian đâu đâu cũng đầy những tên quan lại độc ác, những dòng sông oan nghiệt. Phản chiêu hồn thuộc loại thơ có cảm hứng phê phán xã hội sâu sắc, mạnh mẽ và có sức khái quát nhất của thơ chữ Hán Nguyễn Du.

## Bài thơ
| 反招魂 魂兮魂兮魂不歸 東西南北無所依 上天下地皆不可 鄢郢城中來何為 城郭猶是人民非 塵埃滾滾汙人衣 出者驅車入踞坐 坐談立議皆皋夔 不露爪牙與角毒 咬嚼人肉甘如飴 君不見湖南數百州 只有瘦瘠無充肥 魂兮魂兮率此道 三皇之後非其時 早斂精神返太極 慎勿再返令人嗤 後世人人皆上官 大地處處皆汨羅 魚龍不食豺虎食 魂兮魂兮奈魂何 | Phản chiêu hồn Hồn hề! Hồn hề! Hồn bất quy? Đông Tây Nam Bắc vô sở y Thượng thiên hạ địa giai bất khả, Yên, Dĩnh thành trung lai hà vi ? Thành quách do thị, nhân dân phi, Trần ai cổn cổn ô nhân y. Xuất giả khu xa, nhập cứ tọa, Tọa đàm lập nghị giai Cao, Quỳ. Bất lộ trảo nha dữ giác độc, Giảo tước nhân nhục cam như di! Quân bất kiến Hồ Nam sổ bách châu, Chỉ hữu sấu tích, vô sung phì. Hồn hề! Hồn hề! Suất thử đạo Tam Hoàng chi hậu phi kỳ thì. Tảo liễm tinh thần phản thái cực, Thận vật tái phản linh nhân xi, Hậu thế nhân gian giai Thượng Quan Đại địa xứ xứ giai Mịch La, Ngư long bất thực, sài hổ thực, Hồn hề! Hồn hề! Nại hồn hà? | Chống lại bài Chiêu hồn Hồn ơi! Sao chẳng trở về? Đông Tây Nam Bắc chở che chốn nào? Dù đất thấp trời cao chẳng ổn, Yên, Dĩnh đành lạc lõng như nhau. Thành đây, dân cũ còn đâu, Bụi đời mù mịt dơ màu áo xưa. Ra xe đưa, vào ngồi chễm chệ, Bàn bạc xem ra vẻ hiền thần. Vuốt nanh, nọc độc chứa ngầm, Thịt người cắn xé như đường nuốt ngon! Hồ Nam kia thấy không trăm xóm, Toàn những người gầy ốm xanh xao. Hồn ơi! Lối ấy theo nhau, Đời Tam Hoàng trước lấy đâu hợp thời. Thu tinh thần về nơi Thái cực, Chớ về đây người chực mỉa mai. Thượng Quan thời buổi ai ai, Khắp trên đất rộng sông dài: Mịch La! Cá rồng nuốt, sói hùm tha, Hồn ơi! Hồn hỡi! Hồn mà làm sao? |